# Budakalász
Budakalász is een plaats (nagyközség) en gemeente in het Hongaarse comitaat Pest. Budakalász telt 10 171 inwoners (2007).

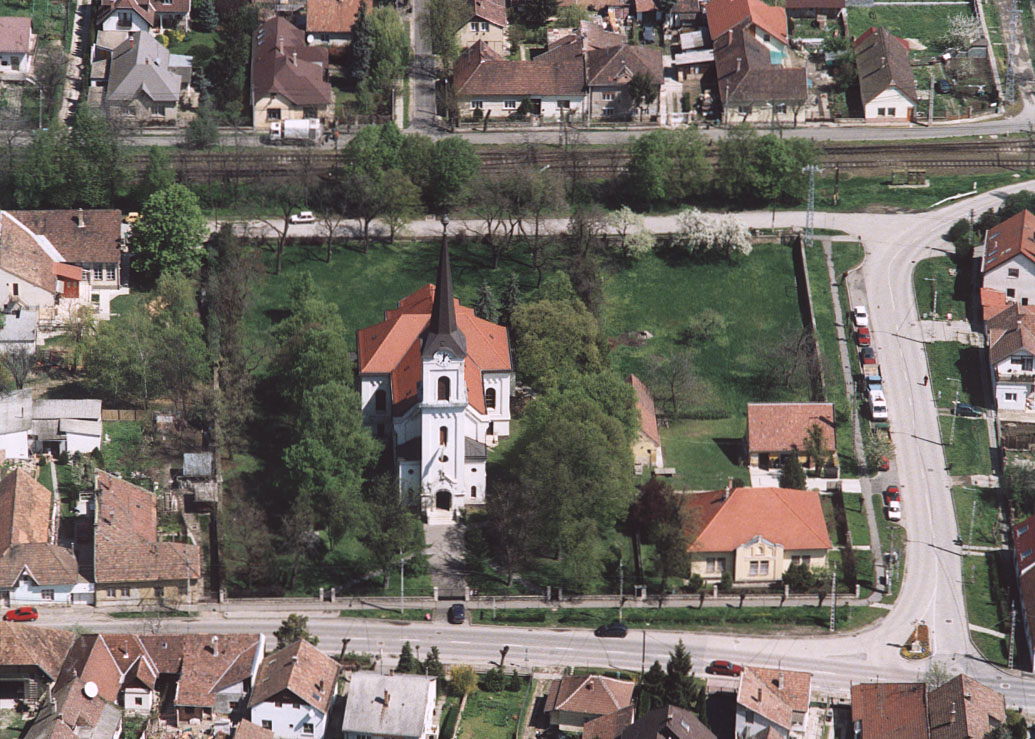
Luchtfoto